# Comunità internazionale
La comunità internazionale è l'insieme degli Stati e delle altre organizzazioni o istituzioni le cui relazioni reciproche si basano sull'osservanza delle norme espresse dal diritto internazionale..

## Terminologia
Il sostantivo "comunità" deriva dall'espressione latina Communitas, la quale stava a indicare un'aggregazione umana diversa dalla normale societas (società), forma aggregativa che il pensiero greco stesso aveva indicata come naturale per l'uomo. Nella Communitas il pensiero romanista riconosceva una forma volontaria di aggregazione su scopi valori e costumi di vita che si distinguevano dal resto dei consociati. L'aggettivo "internazionale" ha una storia abbastanza variegata. La cultura greca che inventò la diplomazia, le guarentigie per i rappresentanti dei vari re che si scambiavano gli ambasciatori, non formulò mai una definizione di internazionale. 
Per i Greci esisteva solo il centro delle nazioni di allora che era la Grecia con le sue Città-Stato. Mentre a est venivano definiti barbari i popoli che avevano una cultura politica contraria alla democrazia che essi professavano (Persiani, Popoli mesopotamici, Egiziani e altri ancora). Invece, a ovest, guardando il mar Mediterraneo, collocavano quei barbari dell'Europa di cui avevano una vaga conoscenza, ma che consideravano diversi totalmente da loro. 
Fra questi collocarono anche gli Italici che abitavano l'omonima penisola collocati più a nord delle colonie della Magna Grecia. Quando Roma conquistò la Grecia (145 a.C.) fu conquistata a sua volta dalla cultura, dalla filosofia e dai costumi greci. La filosofia greca, allora, riformulò il concetto di civiltà democratica assorbendo in essa anche i Romani con i loro alleati italici che nel tempo erano stati assimilati. In tutta la storia romana non ci fu un utilizzo preciso del termine "internazionale", ma nel modo di concepire le relazioni internazionali si comprendeva che essi consideravano le relazioni interne all'Impero come relazioni fra le parti dello stesso Stato, mentre consideravano i trattati di pace che stipulavano e le guerre che intraprendevano come dei veri atti esterni al loro Stato ai quali davano la qualifica di veri e propri atti internazionali. Sulla dicotomia "interno esterno" delle relazioni tra gruppi, infatti, poggia la definizione corretta di internazionale.

## Nella storia delle idee

### LaCommunitasromana
Nel periodo dell'Impero romano sino all'Editto di Milano (313 d.C.) con Communitas venivano indicate le aggregazioni di persone che si erano stanziate all'interno dei confini della civitas, che dopo la Lex Roscia corrispondeva a tutta l'Italia, e che non godevano della cittadinanza romana. Erano per il diritto di allora cives provinciali (abitanti delle provincie romane non italiane immigrati in Italia) a cui non erano estesi tutti i diritti previsti dal diritto romano per i cittadini veri e propri (cives quiritari). 
Nella città di Roma vivevano allora molte di queste comunità: la caldea. l'ebraica, la libica, la greca e altre ancora. Al loro interno vivevano anche numerosi cittadini romani, che avevano ottenuto la cittadinanza per nascita o mediante acquisto in denaro. L'azione dello Stato romano nei loro confronti, specialmente nella repressione di reati, doveva rispettare le regole scritte per tutti i cittadini. Esempio di ciò è il racconto della cattura e della prigionia di San Paolo. Dopo l'editto di Caracalla (Constitutio Antoniniana 212 d.C.) e l'estensione della cittadinanza romana a tutti gli abitanti dell'Impero, scomparvero le ragioni giuridiche della distinzione fra cittadini romani e cittadini provinciali.
Solo dopo l'Editto di Milano voluto dall'Imperatore Costantino I i cristiani ottennero la libertà di culto e la possibilità concreta di non essere soggetti a persecuzioni di Stato. Dopo la caduta dell'Impero Romano d'occidente (476 d.C.) l'impero stesso andò in disgregazione lasciando il posto a numerosi regni barbarici che sorsero sul territorio dell'Impero. Il tratto fondamentale di questo regni era il mantenimento della cultura giuridica romana, il riconoscimento della Chiesa cristiana quale fattore di unità e di fede. 
Il riconoscimento del ruolo super partes della Chiesa cattolica e del Papa quale suo capo (che era insediato in Roma) fece nascere una forma di espressione linguistica che usando il latino, lingua aulica comune, indicava l'insieme degli Stati che professando la religione cristiana riconoscevano la supremazia del Papa e della Santa Sede rispetto a tutte le altre entità statali. Da quel momento l'uso dell'espressione Communitas Christiana indicò l'insieme degli stati che si riconoscevano eredi dell'Impero romano.

### Origine, sviluppo e declino dellaCommunitas Christiana
Come prima cosa la dottrina e gli studiosi si posero il problema dell'inizio, ossia del momento storico in cui si poteva parlare dell'esistenza di una pluralità di Stati sovrani in relazione fra di loro. Convenzionalmente, considerando l'importanza della presa di coscienza del mondo romano e tardo imperiale di questo problema della sovranità dello Stato si stabilì che il 476 d.C. fosse l'inizio della storia della Comunità internazionale per il fatto che all'Impero romano si andavano, da quel momento, a sostituire i regni romano-barbarici, quale anticipazione della nuova configurazione dei rapporti di forza in gran parte localizzati in Europa. Lo stesso Impero romano d'Oriente con capitale Bisanzio non sfuggì a questo destino di disgregazione, anche se attuatosi alcuni secoli dopo. 
Questo periodo fu chiamato della Communitas Christiana, per indicare che la Chiesa di Roma con il Papa era il collante che teneva unita la pluralità di Stati nati dalla disgregazione dell'Impero d'Occidente. Infatti sottoposti alla pressione mussulmana toccò prima alla Francia e alla sua monarchia affrontare e sconfiggere il disegno di espansione dell'Islam in terra di Francia (Battaglia di Poitiers (732) e ricostruire l'Impero con il nome di Sacro Romano Impero sotto Carlo Magno (Natale 800). Questa nuova forma politica non riuscì a fermare la competizione fra l'Impero e il Papato (lotta per le investiture) che portò, progressivamente, i vari Stati considerati parte di questa Communitas, a rendersi autonomi sia dall'Impero sia dalla Chiesa. Il culmine si ottenne con due fatti molto significativi: la Riforma protestante (1517) e la Pace di Vestfalia (1648).
Quest'ultima segnò la scomparsa dell'organizzazione delle relazioni internazionali secondo il modello della Communitas Christiana. I nuovi principii consacrati da questa pace furono:
- Ogni sovrano nel suo regno non riconosceva più alcuna autorità superiore alla sua nell'ambito del suo regno. L'imperatore esercitava il suo potere solo sui propri possedimenti diretti. La casa di Asburgo ebbe il titolo di imperatore per diritto ereditario.
- In ogni regno la religione professata dal re doveva essere la religione di tutti i sudditi (Cuius regio, eius religio). Gli adepti di altre religioni dovevano emigrare in uno stato in cui il re fosse della loro religione. Alcuni protestanti, che venivano considerati non ortodossi, come i Valdesi o gli stessi Ebrei, incominciarono una migrazione progressiva che li portò poi alla diaspora.
- il Papa non veniva più considerato come un'autorità superiore a quella dei singoli monarchi, ma come il sovrano dello Stato della Chiesa, situato attorno alla città di Roma, al centro della penisola italiana.
- nelle relazioni internazionali vigeva il principio di parità fra i monarchi, la reciproca possibilità di scambiarsi le legazioni di rappresentanza (ambasciate) e la guerra era uno strumento per risolvere le controversie.

### L'età degli equilibri
Il periodo che va dalla Pace di Vestfalia alla fine della prima guerra mondiale (1919) fu denominato periodo del principio di equilibrio. perché rispetto al periodo precedente in cui l'Imperatore del Sacro Romano Impero e il Papa cercavano di mitigare le asprezze dei conflitti fra gli Stati, si venne a sostituire un periodo storico in cui le alleanze, la strategia di potenza (la coalizione di Stati più forte), lo sviluppo scientifico e militare diventavano essenziali per permettere allo Stato o alla coalizione di Stati di imporsi sugli altri che risultassero un po' più deboli. Questo periodo è quello che meglio interpreta la condizione naturale della Comunità in cui tutti gli Stati da grandi a piccoli sono posti su un piano di parità, ma anche l'enorme disparità contenuta nelle grandi differenze di potenza economica, diplomatica e militare di uno Stato verso gli altri più piccoli, più deboli e meno armati.
Sono di questo periodo, in una prima fase, le conquiste coloniali quale risultato dell'aprirsi delle conoscenze europee e della scoperta di nuove terre prima non conosciute. In una seconda fase - al fine di aumentare la forza dello Stato colonizzatore rispetto alla competizione internazionale con altri stati anche loro colonizzatori - si vennero formando dei veri e propri imperi coloniali, i quali si trasformarono in strumenti di sottomissione dei paesi colonizzati. La potenza di questi Imperi che trovavano la madre patria in Stati europei colonizzatori subì un crollo durante e dopo la seconda guerra mondiale (1939-1945). La conclusione della prima guerra mondiale produsse due risultati importanti: il primo di dar forza ai movimenti di indipendenza degli stati colonizzati i quali rivendicavano un'identità politica e autonoma dei nativi dalla madre patria.
Il secondo fu la convinzione diffusa in tutti gli Stati della Comunità internazionale che era necessario fermare la guerra e cercare di superare la sua condizione di essere il solo strumento di soluzione dei conflitti fra gli Stati. La proposta americana di costituire la Società delle Nazioni (S.d.N.) (1919) fu la risposta organizzativa a questa esigenza e punto di passaggio a una nuova forma di organizzazione internazionale non esistente in precedenza.

### Il principio di organizzazione
Si deve alla dottrina americana, ai vincitori della coalizione degli Stati dell'Intesa e al presidente degli Stati Uniti d'America Woodrow Wilson, l'affacciarsi e il radicarsi del principio di organizzazione internazionale nella comunità internazionale e lo svilupparsi delle sue istituzioni. Esso incarnava la necessità di rendere impossibile la guerra, di trasformare tutte le forme dei conflitti i processi di risoluzione giuridica delle controversie e l'instaurazione di una nuova realtà internazionale che era la Società delle Nazioni, in cui dovevano funzionare questi nuovi strumenti. 
La necessità di queste nuove forme di vita internazionali si era già manifestata in precedenza di pari passo con la rivoluzione dei trasporti e delle comunicazioni. Man mano l'umanità aveva sostituito alla trazione animale quella meccanica nei trasporti (locomotiva e ferrovie) si manifestarono anche esigenze di disciplina condivisa e di tutela che interessavano più Stati. Lo sviluppo scientifico e il suo penetrare nello sviluppo della rivoluzione industriale divenne il motore di questa nuova forma evoluzione economica, militare e politica. La necessità di far giungere le lettere nei luoghi più lontani della terra fu uno dei primi e più importanti banchi di prova per le costruzioni di queste nuove forme di organizzazione.
Il francobollo, le regole di trasporto nella corrispondenza furono i primi punti dell'accordo che portarono gli Stati membri di questo trattato multilaterale a organizzare il funzionamento del sistema di posta universale che da allora permise anche in tempo di guerra di far giungere la singola lettera nelle regioni più lontane del pianeta. L'Unione Postale Universale (1874) (UPU) fu una prima organizzazione internazionale che rispondeva a queste necessità. Le regole, decise in comune dagli Stati membri, sottoposte alla vigilanza di un organismo super partes, che aveva anche il potere di sanzionale le violazioni, furono un primo strumento per una nuova organizzazione in un settore limitato delle relazioni fra gli Stati. 
Il telefono, il telegrafo, la televisione, internet, le comunicazioni satellitari sono i figli più prossimi di questo lontano accordo. L'aver istituito regole condivise uguali per tutti che ne permettono il funzionamento, un'autorità sopraordinata diversa dagli Stati membri, autonoma che garantisce il rispetto delle regole furono i fatti che fecero parlare la dottrina dell'ingresso nella comunità di una nuova forma di organizzazione che venne denominata delle Organizzazioni internazionali. Da allora, ma specialmente dalla nascita della Società delle Nazioni si fece partire l'indicazione di questo ultimo periodo come quello dell'organizzazione internazionale.
In concreto, sino all'alba del XVI secolo la politica internazionale aveva messo in ombra l'uso del concetto di comunità internazionale, relegandolo al periodo medioevale, e sostituendolo con quello della diplomazia posta in essere dal regnante. La Società delle Nazioni riapriva un'opportunità di gestione condivisa delle relazioni internazionali, intese come il linguaggio di una Comunità di soggetti caratterizzati da rapporti amichevoli.
Dopo il fallimento della Società delle Nazioni (1938) l'insieme degli Stati democratici che si coalizzarono contro l'Asse italo-tedesco-nipponico all'inizio della seconda guerra mondiale (1939-1945), rifacendosi a questi concetti, li fecero rivivere e furono i primi a parlare - assieme agli Stati uniti d'America - di "Comunità delle Nazioni", intendendo comprendere in questa definizione tutti gli Stati esistenti su questo pianeta. Essi stessi si definirono: "I popoli delle Nazioni unite", al momento della formulazione della Carta di San Francisco (atto fondativo dell'Organizzazione delle Nazioni Unite, 1945). Essi descrissero in questi termini l'insieme degli Stati sopravvissuti alla seconda guerra mondiale: da allora, con il termine "Comunità internazionale", viene indicato l'insieme dei soggetti che agiscono nella politica internazionale.

## Nel diritto internazionale
Dall'osservazione concreta della realtà, in cui un ente costituito da un territorio, da un popolo che lo abita e dal regime politico che si è dato e che lo governa, scaturisce l'individuazione di un soggetto che per tutti gli altri membri della Comunità internazionale può porre in essere delle relazioni internazionali. In età storica fu chiamato Stato e se questo modello individuava la maggioranza dei soggetti storicamente descritti nella storia del nostro pianeta, bisogna dire che i soli Stati non descrivevano tutte le realtà degli attori delle relazioni internazionali. Anticamente nel periodo predinastico dei Sumeri (2.700 a.C.) esistevano delle associazioni di città-stato che eleggevano fra i loro re quello che aveva il potere di rappresentare questa associazione.
A lui veniva conferita la rappresentanza internazionale per tutta l'associazione, e in tale modo era considerata dagli altri stati o imperi confinanti. Ma se venivano analizzati gli elementi costitutivi ricordati, si accertava che essa era priva di un territorio, in quanto le città-Stato rimanevano proprietarie di quello che loro possedevano anche dopo la costituzione dell'associazione. In un altro periodo storico più vicino Gengis Khan (1162-1207 d.C.) fu l'imperatore che fondò la sua potenza militare su una confederazione di tribù guerriere della Mongolia e dell'Asia centrale. Le sue imprese militari di conquista di altri regni, come l'Impero cinese, furono effettuate sulla forza delle sue armate formate da guerrieri a cavallo, orde nomadi che si muovevano conquistando e depredando il territorio attraversato. Anche in questo caso il principio di soggettività illustrato non era applicabile sia per la mancanza di un territorio sia per l'ineesistenza di un popolo stanziale. In anni più recenti ci fu un soggetto che vantava una lunga storia istitutiva risalente alle crociate: il Sovrano Militare Ordine di Malta (risalente all'ordine di San Giovanni e del Tempio di Gerusalemme).
Storicamente insediato con propri possedimenti in tutta Europa, sciolto per ordine del Papa, ricostituito come Ordine ospedaliero e in ultimo, privato del suo territorio: l'Isola di Malta da parte della Gran Bretagna vincitrice del confronto con Napoleone Bonaparte (1800). L'Ordine, dopo il pieno riconoscimento della Santa Sede, pose la sua sede principale a Roma. Quando il Regno d'Italia conquistò Roma (1870), ottenne il riconoscimento dei suoi beni e lo status di ordine ecclesiastico dipendente dalla Santa sede, sfuggendo alle spoliazioni che il Regno d'Italia fece a tutte le Congregazioni religiose insediate nel regno. Verso il 1930, nel contesto della Società delle Nazioni ottenne il riconoscimento dagli altri soggetti internazionali della sua soggettività internazionale. Essa fu motivata proprio dal fatto che aveva continuato a intrattenere relazioni internazionali con gli altri Stati anche se privo di un proprio territorio di riferimento e con una popolazione composta di soli appartenenti all'ordine. 
La stessa Santa Sede perso lo Stato della Chiesa (lo Stato Pontificio) nel 1870, venne sempre riconosciuta come soggetto attivo e passivo di relazioni internazionali al punto che tutti gli Stati avevano inviato ambasciatori presso il Vaticano in tutti gli anni che vanno dal 1870 al 1929. Con i Patti Lateranensi lo Stato Italiano accettò di definire, nella città di Roma, il territorio della Città del Vaticano. Da quella data la Santa Sede ebbe nuovamente il suo territorio.
Accanto a questi esempi storici, bisogna collocare anche i problemi delle singole persone, che nei secoli, si sono trovate sempre di più condizionate dall'istituzionalizzazione degli Stati e alla loro forzata collocazione all'interno di questi. Quella che oggi viene definita cittadinanza, altro non è che il risultato di una progressiva riduzione della libertà di movimento dei singoli uomini nati o abitanti nel territorio. Infatti, se si pensa che per molti secoli, i popoli avevano delle lingue simili, non essendoci confini come quelli esistenti nel XIX, XX secolo, che erano delle vere e proprie regioni di passaggio in cui il transito avveniva senza regolari atti formali rilasciati dallo Stato che esercitava il potere su quel territorio. Questi uomini transitavano da uno Stato a un altro senza eccessive formalità, praticando il commercio oppure solo emigrando alla ricerca di un lavoro e di un posto in cui collocarsi con la loro famiglia. Si trattava di vere forme di nomadismo che erano sopravvissute al prevalere delle società agrarie stanziali. Per queste persone non esistevano le forme di riconoscimento nel diritto che poi, in età romana, divenne la regola. Infatti con l'attuazione della cittadinanza che distingueva fra i membri del popolo (coloro che godevano del riconoscimento dei diritti) e quelli che non ne godevano, si venne a delimitare lo spartiacque fra cittadini e quelli che non lo erano. Sul piano internazionale, divenne impossibile per le persone viaggiare attraverso altri Stati se non erano protette dal riconoscimento del proprio Stato di appartenenza.
Talvolta veniva loro impedito di entrare nel territorio di altro Stato, oppure erano espulsi con l'obbligo di ritornare nello Stato di provenienza. In queste forme di rapporto con le persone si definiscono i contorni dell'emigrazione e dell'immigrazione e della triste condizione di chi aveva perso la cittadinanza ed era privo della protezione di uno Stato: apolidia. 
Questo però non esclude che le persone non possano essere oggetto di interesse per la comunità internazionale. Il caso dei pirati è sintomatico. Essi arrembano le navi in mare in posizioni i cui non è possibile dire che quel mare sia mare territoriale di uno Stato. Attaccano le navi di un altro Stato, diverso da quello in cui risiedono oppure diverso da quello in cui hanno la base delle loro operazioni e pongono in essere un vero e proprio atto di guerra. Oppure persone come i membri di un esercito non statale simile a quello istituito da Al-Qaida, operante in Asia e in Africa, che combatte contro gli eserciti di Stati territorialmente definiti. Anche questi, come lo furono al tempo della decolonizzazione i governi insorti e di resistenza alla madrepatria, devono essere considerati soggetti di diritto internazionale e complicano ulteriormente il panorama dei soggetti.
Nel secolo XX si sono presentati nella comunità internazionale nuovi tipi di soggetti originali: le organizzazioni internazionali, l'impresa multinazionale, l'organizzazione non governativa (ONG). Le prime sono il risultato di una profonda maturazione della Comunità internazionale che, dopo la fine della prima guerra mondiale alla ricerca della pace fra gli Stati e per prevenire la guerra, vollero tentare la via della cooperazione intergovernativa e statale creando delle forme di associazione vincolante che coinvolgessero, al loro interno, gli Stati membri. Alla data del 2009 si possono enumerare una quindicina di organizzazioni a vocazione regionale, una trentina di organizzazioni a vocazione funzionale nei vari settori della vita pubblica, e un'organizzazione a vocazione universale che raccoglie quasi tutti gli Stati istituiti sul pianeta: l'Organizzazione delle Nazioni Unite o O.N.U. L'impresa multinazionale è uno dei risultati dell'instaurazione delle libertà di commercio e di produzione che entra nel discorso assai recente della globalizzazione. 
Nella loro storia alcune di queste imprese, perché situate come base iniziale nell'economia più evoluta del pianeta, quella degli Stati Uniti d'America, accumularono una tale potenza economica da avere bilanci tre volte superiori a quelli di alcuni Stati. A seguito di ciò si interessarono e interferirono nella vita politica di questi Stati cercando di condizionarla. Da qui nacque la loro soggettività internazionale, altalenante per la dottrina, ma concreta dal punto di vista delle conseguenze politiche dell'area interessata dalla loro azione. In ultimo l'organizzazione non governativa (ONG), che è lo strumento con cui associazioni di cittadini di altri Stati si introducono nella vita di uno Stato e vi svolgono non compiti militari, ma vere opere di promozione umana, come le attività mediche in un territorio colpito dalla guerra, oppure la fornitura di aiuti umanitari a fronte di grandi calamità.
In questo stesso ambito deve anche essere collocata una novità che si è manifestata dopo la fine della seconda guerra mondiale in Europa: l'Unione europea. Dalla sua prima forma istituzionale, crescendo nell'attuazione dei trattati internazionali che ne hanno modificate le istituzioni che ne costituiscono l'attuale assetto, l'Unione Europea è passata dalle primitive tre Comunità iniziali di allora CECA (1951), CEE ed EURATOM (1957) all'attuale forma unitaria (UE). All'inizio essa presentava qualcosa di più di un'organizzazione internazionale funzionale alla cui categoria i Padri fondatori la vollero iscrivere. Dall'inizio essa era dotata di un Parlamento, allora designato dagli Stati membri. Il numero dei deputati era fissato dal Trattato istitutivo ed era uguale per gli Stati più grandi al fine di fissare un'effettiva parità fra questi membri. La Commissione europea era, da quel momento, dotata dei poteri atti a regolare aspetti della vita comune sia politica sia economica, esercitando questo potere direttamente sui cittadini degli Stati membri, senza dover ottenere la mediazione applicativa degli stessi Stati: egualmente a una Corte di Giustizia era demandata la salvaguardia dei Trattati e la risoluzione delle controversie fra singoli Stati, le singole persone e la Comunità nel suo insieme. A essa si dovevano rivolgere gli stessi Stati membri per le controversie sia fra di loro sia con la stessa Comunità. 
Tutte queste caratteristiche organizzative degli organi di vertice sono oggi presenti anche se potenziate e ampliate, ma sono anche la prova di una via originale percorsa da padri fondatori e dagli Stati europei, ora membri, per creare un nuovo soggetto internazionale che non fosse un'organizzazione funzionale classica, allora studiata e sostenuta dalla dottrina americana, ma fosse una forma di unità internazionale che portasse progressivamente gli Stati nazionali a convergere nella forma più ampia e democratica dello Stato federale europeo. Anche se il processo costituente non è ancora concluso, si può affermare che esso rappresenta una nuova forma di affermazione di soggettività politica internazionale che va a costituire una forma diversa da quella classica di Stato federale. 
Accanto al processo rivoluzionario proprio (guerra civile o guerra di indipendenza) in cui furono protagoniste le 13 colonie inglesi del Nord America, e alla forma della decolonizzazione in cui attraverso una trattativa con i nativi si giunge all'indipendenza con una Costituzione statale federale (India 1948, Australia, 1901, Canada 1933), si deve aggiungere il processo costituente originale voluto dagli Stati membri dell'Unione Europea.

### Relazioni amichevoli e pari dignità di tutti gli Stati
Nel sistema istituito dalla Carta delle Nazioni Unite tutti gli Stati sono sovrani e quindi uguali nei diritti e negli obblighi: sono tutti membri uguali della comunità internazionale, indipendentemente dalle loro differenze politiche, economiche, sociali, culturali o di altro tipo.
b) Ciascuno Stato gode dei diritti inerenti alla piena sovranità;
c) Ciascuno Stato ha il dovere di rispettare la personalità degli altri Stati;
d) L'integrità territoriale e l'indipendenza politica dello Stato sono inviolabili;
e) Ciascuno Stato ha il diritto di scegliere e sviluppare liberamente il proprio sistema politico, sociale, economico e culturale;
f) Ciascuno Stato ha il dovere di adempiere ai propri obblighi internazionali pienamente e in buona fede e di vivere in pace con gli altri Stati»
(Risoluzione 2625 (XXV) dell'Assemblea generale delle Nazioni Unite, deliberazioni adottate sui rapporti del Sesto Comitato, p.135)
Con la Dichiarazione relativa alle relazioni amichevoli ed alla cooperazione fra stati (risoluzione n. 2625 (XXV) del 1970), l'Assemblea generale delle Nazioni Unite, il 24 ottobre 1970, sancì il divieto di qualsiasi intervento lesivo del principio dell'uguaglianza dei diritti tra gli Stati della comunità internazionale.

Il completamento della ricognizione normativa - così effettuata dalla massima assemblea degli Stati appartenenti alla comunità internazionale - fu la Risoluzione 3314 (XXIX) del 1974 sulla definizione di aggressione, adottata dall'Assemblea generale delle Nazioni Unite il 14 dicembre 1974.

## Nella sociologia politica

### Definizione
L'analisi compiuta da Ferdinand Tönnies, per definire differenziando la "comunità" dalla "società", partì dai dati storici unendo a essa le esperienze conventuali dell'alto medioevo europeo (Benedettini e Francescani), per giungere a individuare tre elementi costitutivi della comunità:
- le persone o le piccole associazioni che vi vogliono partecipare sono autonome, indipendenti e sovrane fra di loro;
- esse accettano volontariamente delle limitazioni alle loro libertà per costruire una vita comune e attuare le regole che la governano nel suo insieme;
- l'insieme dei valori professati, identità della persona umana, principio della libertà, riconoscimento delle varie fedi, riconoscimento degli usi reciproci senza imposizioni (per fare alcuni esempi), sono le basi su cui si fonda in patto costitutivo della comunità.

### Presupposti antropologici
L'antropologia contemporanea ha scoperto che nelle società allo stato di natura la struttura dei clan e delle tribù non si reggono soltanto sul principio di conservazione il quale si esplica con l'assorbimento dei nuovi membri che per scelta o per legami matrimoniali, entrano in quel gruppo a cui appartiene l'altro partner. Ma si basano su una regola ben più importante: quella per la quale il soggetto maschile che vuole maritarsi deve scegliere la sposa fra le donne esterne alla sua comunità, intesa come insieme di persone che hanno legami anche molto lontani di parentela. Per anni si pensò che questa regola fosse nata dalla necessità di avere comunità il più sane possibili, di fronte all'ignoranza di conoscenze scientifiche che aspiravano a mantenere la resistenza della specie alle malattie. Invece come ha dimostrato Claude Lévi-Strauss la regola è molto più importante perché costringere le nuove generazioni a volgersi all'esterno del loro mondo e accettare la prospettiva di diventare parte di una nuova esperienza di vita in quanto nelle società di questo tipo l'assorbimento dei nuovi membri avviene da parte delle donne. La regola citata è quindi la forma storica con cui si definisce "l'esterno di una comunità" e tutte le relazioni individuali o di gruppo che sono poste in essere per la sua applicazione sono da considerarsi esterne come il commercio, la caccia, la pesca, l'esplorazione, la difesa. Si può affermare che nelle comunità allo stato di natura si sia formata, in questo modo, la prima radice delle relazioni internazionali.
Il Gruppo, di qualsivoglia ampiezza, si volge il modo formale e nella sua totalità mediante il suo rappresentante all'altro gruppo per autorizzare, accogliere e creare una nuova forma di unione che è molto più intensa delle alleanze contingenti che si vanno formando nella vita sociale quotidiana. Con l'affermarsi della rivoluzione agricola (6000 a.C.) e l'ancorarsi delle popolazioni al territorio, abbandonato il nomadismo precedente, si incominciò a considerare come parte integrante della propria identità di gruppo il territorio sul quale si svolgeva la vita di quel gruppo umano. Territorio, popolo e l'autorità politica che governa il popolo sono gli elementi fondanti di questa nuova identità. 
Le relazioni esterne, rispetto al territorio su cui esercita in modo ordinario il suo potere questa autorità politica, sono quindi i primi esempi antichi di relazioni internazionali poste in essere da strutture non ancora assimilabili a quelle dello Stato modernamente inteso. Le azioni di confronto diplomatico, le ambasciate, i conflitti armati sopportati o posti in essere sono le forme più vistose di queste relazioni. Da quel momento la politica estera si manifesta come la forma con cui le relazioni internazionali sono poste in essere. Lungo il percorso storico, lo Stato, il suo regime politico, sono i principali attori che vanno determinando l'insieme delle relazioni internazionali.
Pertanto, con l'espressione "Comunità internazionale" nel mondo contemporaneo si indicano due realtà:
- l'insieme dei soggetti che pongono in essere le relazioni internazionali, ne scrivono le regole, e si riconoscono in esse, indicato come il modello classico;
- il modello che scaturisce dalla costruzione dell'Ideal-typus (tipo-ideale) con il quale si descrive, si analizza e si tenta di prevedere la vita di questo insieme di soggetti.

### Il modello classico
Il modello classico corrisponde all'individuazione dei soggetti che pongono in essere le relazioni internazionali, individuati secondo il diritto internazionale.
Il modello, collocato nella dimensione storica, fu teorizzato e descritto per primi da Francisco de Vitoria (1492-1546), Ugo Grozio (1583-1645) e Alberico Gentili (1552-1608), che affermarono il principio che l'evoluzione delle relazioni internazionali per una valida comprensione doveva essere collocata in una sequenza di fasi storiche che ne spiegassero l'evoluzione. Questo metodo di indagine storica, che si può far risalire ai padri fondatori della storia delle relazioni internazionali e del Diritto internazionale, è stato il metodo principale usato da tutti gli studiosi. In Italia, lo utilizzarono Pasquale Stanislao Mancini e Dionisio Anzilotti, in Francia Pierre Mendès France. Se ne vale lo stesso Raymond Aron (1905-1983), che pure è considerato uno dei più importanti innovatori negli studi delle relazioni internazionali della seconda metà del XX secolo e principale teorico a cui si riferisce la formulazione dell'ideal-tipus della Comunità internazionale.

#### La Ragion di Stato
Accanto alla soggettività nella Comunità internazionale si pone il problema del modo con il quale questi soggetti agiscono di fronte alle sfide che la storia propone loro nella quotidianità. Si tratta di capire come questi si autoconservano, si espandono e riescono a garantire il raggiungimento di condizioni di equilibrio con tutti i membri di questa Comunità. La categoria filosofica a cui la dottrina si è sempre riferita è quella della Ragion di Stato che è il cardine per la comprensione delle relazioni internazionali. Anche se la dottrina europea e occidentale fa risalire la formulazione e la definizione del concetto a Niccolò Machiavelli e a Giovanni Botero, studi più accurati hanno fatto scoprire che la sua formulazione negli stessi termini è assai più antica e si può far risalire sia alla letteratura indiana sia a quella cinese (IV secolo a.C.). Gli Stati - e con essi tutti i soggetti che agiscono nella Comunità internazionale - perseguono lo scopo di aumentare la loro influenza, il dominio delle risorse che appartengono agli altri, di imporre la loro volontà strategico-militare e il loro proprio modello di vita. Per il raggiungimento di questo scopi si avvalgono non solo della diplomazia e delle ambasciate, ma fanno gran uso della forza. La forza per sé stessa è l'unica arma per ottenere dagli altri soggetti internazionali l'accettazione del proprio dominio sia economico, sia politico, sia militare. In particolare le violazioni degli accordi si possono soltanto superare con uso della forza che quasi sempre sfocia del conflitto armato, che, in qualsivoglia forma, è sempre guerra con la sua scia di morti, distruzioni fisiche e morali e sottomissioni di persone che talvolta segnano l'annientamento di intere generazioni e dei costumi tipici di quel popolo.
Dopo le riflessioni di Immanuel Kant, coeve alla formazione degli [Stati Uniti d'America] (1784-1795), si fece avanti nella filosofia politica la necessità di definire il concetto di diritto e di giustizia. Non essendo stabilità un'autorità sopraordinata, nella Comunità internazionale, a cui sia conferito, per autorità di patto costituzionale, il monopolio della forza, non è realizzabile né la pace né la democrazia, perché la sola azione concreta perseguibile è l'uso della forza militare. A prova di ciò, si constata assai facilmente che non essendoci il monopolio della forza da parte di questa inesistente autorità, essa viene delegata a vari Stati ogni qualvolta deve essere esercitata. L'ONU stessa si avvale per le sue operazioni di Peacekeeping delle forze armate messe a disposizione dai vari Stati membri. Lo stesso diritto non può prevalere, perché l'uso della forza fa prevalere quella del più forte secondo la regola che "il più forte uccide il più debole". Per questo nella Comunità internazionale è assente qualsivoglia processo democratico che conduca la volontà dei singoli a realizzare e definire una volontà democratica internazionale mediante l'uso dell'arma del voto e della competizione politico-democratica fra organismi come i partiti, che alla fine superi i confini dei singoli Stati.
La dottrina federalista della scuola hamiltoniana riunisce i federalisti che dovendo sviluppare una lotta per il superamento dello Stato nazionale, sono stati costretti a reinterpretare la via costituente del Federalismo classico, di derivazione americana. Mossi dalla necessità di coinvolgere le forze democratiche e popolari nella lotta per la costruzione degli Stati Uniti d'Europa, furono obbligati a formulare una nuova dottrina che andasse oltre la rivendicazione dell'Assemblea Costituente dell'Europa a cui si erano fermati i politici che avevano sviluppato la prima linea federalista (1941-1949). Questi federalisti si ispirarono al contenuto dei saggi del Federalist e alla linea in essa sviluppata da Alexander Hamilton (vedi federalismo e Costituzione degli USA) diretta a individuare e rivendicare le istituzioni che facessero procedere il cammino degli Stati nazionali europei verso l'unità sovranazionale federale per tappe irreversibili. Hamilton ha sempre insegnato che un coordinamento fra Stati sovrani è destinato a fallire perché non riesce instaurare quel processo democratico internazionale che conduce cittadini di Stati diversi a determinare la vita politica dell'unità costituzionale in cui gli stessi Stati diventano parte.
In questo sta la lezione del federalismo, che spiega la non sufficienza del pacifismo a superare la ragion di Stato e l'uso della guerra, ma spiega come sia necessario costruire un'Unione democratica internazionale. in cui gli Stati sovrani vengano compresi. Questo processo sino a oggi, attraverso l'Unione europea, si è attuato e sta andando avanti. Come hanno sempre affermato i federalisti l'obiettivo è e rimane il raggiungimento dell'unione politica del genere umano, la quale dipende dal generalizzarsi di questo metodo politico a tutte le attività della Comunità internazionale.

#### Le critiche rivolte alle definizioni contenute nel modello classico
Lo schematismo del modello classico non va esente da critiche, anzitutto sotto il profilo storico. L'aver deciso come convenzione che il 746 a.C. era la data di inizio della Comunità internazionale, la sottopose ad ampie confutazioni, nate dall'ampliamento delle conoscenze storiche sulle civiltà più antiche di quella europea (ad esempio la cinese, la sumera, la azteca, ecc.): molti millenni prima di quella data altri Stati o Imperi si comportavano secondo il principio della Ragion di Stato e del principio di equilibrio. I grandi trattatisti di quei periodi, spesso in scritti anteriori di alcuni secoli all'era volgare provano una conoscenza dei meccanismi, collegati a questi principi, molto simile se non uguale a quella formulata nell'Europa del Rinascimento, a cui si fa risalire la codificazione di queste dottrine.
Sul problema delle cause dell'evoluzione storica, poi, nacquero alcune dottrine che - coeve di filosofie della storia su cui si innestavano - cercarono di spiegare il perché dell'impulso storico. La prima è sicuramente la più nota: la dottrina della necessità storica (Gian Battista Vico e Georg. F. Hegel). Questa dottrina afferma che gli Stati sono mossi dalla necessità di rispondere alle esigenze di sopravvivenza e quindi qualsivoglia azione dei loro vicini diretta a minacciare questo stato di equilibrio susciterebbe una reazione contro queste minacce che potrebbero pregiudicare la sopravvivenza di quello Stato. Questa dottrina però non ha fatto luce sul fatto che situazioni storiche simili hanno prodotto tipi di reazioni diverse. 
Poi, in piena era coloniale, moltissimi Stati colonizzati dagli Stati europei sono stati coinvolti in conflitti estesi senza che essi stessi fossero portatori di interessi propri (si pensi alle due guerre mondiali e a tutti i paesi che alla fine della seconda guerra furono parte del processo di decolonizzazione e di indipendenza). Queste critiche hanno permesso la formulazione della dottrina del materialismo storico (1848-1860), formulata per primo da Karl Marx nell'Ideologia tedesca (1846), che lo condusse a ipotizzare il motore della storia nel modo di produrre.
La sua formulazione più corretta e completa si trova oggi enunciata dalla dottrina del federalismo europeo per opera di uno dei suoi più importanti studiosi, Mario Albertini (1919-1997), per cui il modo di produrre è sempre stato in tutte le ere il motore dell'evoluzione storica dell'umanità. Il modo di produzione non era solo legato alla rivoluzione industriale (seconda metà del XVIII secolo d.C.) ma è la categoria con la quale si può spiegare l'evoluzione storica precedente. Infatti il progresso storico presenta un legame strettissimo con lo sviluppo del pensiero tecnico-scientifico e della ricerca. Nel contesto storico si presentano tre tipi di relazioni che lo studio del modo di produrre chiarisce: 
- la prospettiva con la quale il soggetto osserva la storia. In essa egli esprime una sua visione del mondo Weltanschauung. Se l'osservatore è un convinto assertore della società agraria considererà come oscurantismo il ritornare a una società impostata sul nomadismo ritenendola una grave involuzione rispetto al genere di vita che egli vive. Allo stesso modo tenderà a difendere la società agraria in cui vive ritenendo avventurosa e priva di prospettive le forme proposte di industrializzazione che la Rivoluzione industriale sta attuando. Lo stesso capitava a coloro che contestavano l'uso di una lingua e un alfabeto comune nella Cina del primo Imperatore perché lo consideravano uno strumento di livellamento delle loro diversità culturali e di linguaggio.
- La seconda relazione è quella per cui coloro che sono teorici delle nuove forme di sviluppo, che la storia fa intravedere, possono poi essere oggetto di negazione da parte degli stessi a causa dei condizionamenti che il potere e le circostanze di tempo impongono. Emblematico è l'esempio di Aristotele che teorizzava l'eguaglianza fra tutti gli uomini e poi di fronte alla struttura politico-economiche della Grecia a lui contemporanea giustificava la schiavitù[27].
- Terzo tipo di relazione era quella ideologica per cui l'osservatore al fine di giustificare il suo punto di vista si avvaleva di giudizi di valore facendoli passare per giudizi di fatto (operazione tipica di ogni discorso politico) senza però valutare con strumenti della conoscenza se gli obbiettivi che si poneva erano un progresso per il popolo e lo stato nel quale era collocato. Infatti il primo punto da definirsi in tutti i progressi storici è sempre l'obbiettivo a quale deve essere conformata tutta l'azione.

Da qui nasce una seria critica alla comprensione della Comunità internazionale secondo la sua definizione classica. Se essa è composta di una pluralità di soggetti autonomi, per la maggior parte Stati sovrani, nasce il problema di come concepire un processo di unificazione dell'umanità in una sola forma politico-istituzionale come un progresso rispetto alla situazione dell'esistenza di una moltitudine di Stati fra di loro indipendenti. Bisogna chiedersi se la proposta di una forma federale mondiale, che porti questi Stati sovrani, dalla divisione, a essere unificati in uno Stato più grande con forme di democrazia per gli stessi Stati e il riconoscimento dei Diritti universali per le persone, siano un effettivo avanzamento storico rispetto al presente. Proporre un progetto federalista per l'umanità, come fece il citato Mario Albertini, volle dire proporre, alla Comunità internazionale, la costruzione di un movimento che si muova su tre piani.
Il primo diretto a conquistare l'indipendenza del singolo Stato quando questo, per varie ragioni storiche non possiede una sua indipendenza effettiva. Tutte le guerre e i movimenti che hanno delineato la decolonizzazione e la rivendicazione dell'identità nazionale, come alcuni Stati di antica fondazione (es. il Tibet) devono essere aiutati al di fuori dell'uso della guerra a ottenere la loro indipendenza. Sul secondo piano si pone la riaffermazione interna ed esterna per lo Stato delle forme di democrazia della vita associata. Molti Stati sono ancora oggi preda di una democrazia formale e non di sostanza in cui i diritti dell'uomo sono disattesi e gli oppositori politici del regime sono criminalizzati e detenuti. 
In questo piano le azioni dirette a restaurare lo Stato di diritto e una corretta dialettica politica sono sicuramente la risposta a questi problemi. Il terzo piano è il più complesso perché deve fornire una risposta al superamento dei conflitti e alle guerre. Secondo la scuola federalista citata la risposta non si colloca nelle forme di organizzazione internazionale ma nella necessità di voler instaurare un vero Stato federale mondiale quale ultimo passo di una costruzione di un movimento politico autonomo che vuole fondare un processo costituente di questa nuova forma politica. Se il modo di produrre è il motore della storia, non può essere nascosto che le tre rivoluzioni storicamente affermate nella cultura mondiale: l'agraria, l'industriale e per ultima la rivoluzione tecnico-scientifica siano rispettivamente le fasi in cui il modo di produrre ha reso possibile l'affermarsi di rispettivi tipi di società e di Stati.

### Il modello come tipo ideale
Dalle critiche sollevate al modello classico seguì la necessità di giungere a un nuovo modello che descrivesse la Comunità internazionale in modo più completo, ma soprattutto mediante uno schema generale condiviso in cui potessero essere collocate le nuove scoperte scientifiche che sul terreno dell'uomo e della sua vita sociale potevano gettare una nuova luce sulla comprensione dei fenomeni che si manifestavano nella vita e nella politica internazionale. Era quindi necessario superare una visione, come quella che scaturiva dall'applicazione del modello classico di Comunità internazionale, facendo spazio alle varie novità che si era andate manifestando dalla fine della Seconda guerra mondiale sino alla fine degli anni '60 del XX secolo. Il quadro di riferimento filosofico e metodologico più promettente per questa impresa era quello che scaturiva dall'applicazione della metodologia di Max Weber e detta del "tipo ideale". Questa metodologia dall'alveo dello Storicismo di scuola tedesca si era andato diffondendo nella teoria delle Scienze sociali e negli anni coevi alla seconda guerra mondiale era stato utilizzato dagli studiosi che si riconoscevano nel movimento per l'unificazione della scienza. Esso si compone di tre piani: quello dei valori, quello delle organizzazioni, quello dei dati materiali. Il modo con cui vengono collocati questi elementi di indagine e il tipo di interpretazione che li accompagna permette agli studiosi di estrapolare qualcosa di nuovo che prima non veniva considerato.

#### Il piano dei valori
Quando si parla dei valori, è d'obbligo ricordare che anche in questo caso il valori possono soffrire di una forma di distorsione ideologica. Per questo studiosi della sociologia della conoscenza, incominciando da Karl Mannheim e proseguendo con le opere scritte da Pitirim Aleksandrovič Sorokin furono pionieri che costruirono gli strumenti con cui si cerca di smascherare questa trasformazione dei giudizi di valore in giudizi di fatto. A loro si devono tutte le tecniche di analisi dei contenuti contemporanee che permettono di riportare i valori alla loro effettiva iniziale formulazione e distinguerne le derivazioni ideologiche.
Su questo piano la comunità internazionale presenta alcuni valori preminenti. Il più conosciuto e quello della sicurezza. Ogni Stato o ente membro della Comunità internazionale si riconosce in questo valore. Lo considera determinante per orientare la sua politica estera e impronta a esso tutte le relazioni internazionali. Perseguire la politica della sicurezza significa per quello Stato applicare il principio romano “si vis pacem para bellum” (se vuoi la pace prepara la guerra). In una comunità in cui solo l'utilizzo della forza garantisce la sopravvivenza e la libertà del soggetto che opera il tutto dipende dal potere diplomatico e dal potenziale militare che può mettere il campo. Il suo esercito diventa, quindi lo strumento principale per la dissuasione dei potenziali nemici. Lo stesso Stato si organizza per prevenire le eventuali forme di attacco a sorpresa e quindi favorisce e espande le forme di intelligence con le quali i servizi di informazione militare gli permettono di seguire l'evolvere della politica e l'orientamento dei governi degli altri Stati potenzialmente a lui ostili. Questo valore però non è privo di conseguenze su piano teorico. La Comunità internazionale non è solo una realtà di enti (gli Stati) e soggetti equiparati collocati sullo stesso piano. Ci sono invece degli Stati che per la loro potenza hanno il potere di essere svincolati dagli altri, oppure possono autonomamente condizionare la vita politica e la politica estera di altri Stati. Si pensi agli USA e all'URSS prima del 1989. Il loro potere economico, militare e quindi politico prevaleva su tutti gli altri.
Da qui il delinearsi di una figura teorica definita "sistema degli Stati". Con questo concetto si descrive una comunità internazionale uno o più stati si trovano in condizione di piena libertà di azione, mentre gli altri stati meno forti hanno bisogno della potenza dei primi per garantire la loro sicurezza. Alla sicurezza poi sono subordinate tutte le strutture interne. Nel caso di difficoltà di bilancio, la politica di risparmio non sarà fatta riducendo le spese militari per via della supremazia della politica estera sulla politica interna.
Segue il valore della libertà, concepito nel finire del secolo XVIII come frutto delle Rivoluzioni americana e francese, ma figlio della primitiva concezione greca. Libertà per questi movimenti rivoluzionari significava che ogni popolo aveva il diritto di collocarsi in un proprio Stato indipendente e darsi le istituzioni più opportune senza ingerenza di altri stati. Da questo momento fu confutato il principio secondo cui i sudditi d'oltremare riconoscevano la sede della loro sovranità nella madrepatria. La nuova e innovativa forma di sovranità propria doveva incarnarsi in uno Stato autonomo e indipendente. Nella variante francese questa libertà fu intesa in una prima fase come affrancamento dalle istituzioni medievali monarchiche. Oltre a ciò sia i girondini sia i giacobini propugnavano la libertà dei popoli dell'Europa dalle monarchie assolute, considerando questo come il principale scopo della rivoluzione. 
I popoli europei liberati in questa fase storica si istituzionalizzarono in stati di diritto, sul modello francese, ma non tardarono a riconoscersi nella politica estera che applicava il modello della Ragion di Stato nella ricerca della propria sicurezza. Infatti al periodo post-rivoluzionario seguirono i moti risorgimentali e la costituzione dell'Europa delle nazioni. La nascita di questi Stati nazionali europei post-rivoluzionari non hanno posto fine alla politica di sicurezza, che fu perseguita strenuamente attraverso una rete di alleanze e una serie di guerre. Gli Stati subordinavano le libertà fondamentali al mantenimento del livello di potenza internazionale, anche se questo significa miseria sociale e degrado delle rispettive popolazioni.
Simile è il valore della democrazia. È ormai pacifico che il valore della democrazia si realizza quasi sempre all'interno degli Stati. Praticamente minoritario è stato il pensiero che ha cercato di portare questo valore sulla base delle relazioni internazionali e in particolare nelle organizzazioni internazionali.
Segue il valore della giustizia sociale. A esso si sono riferiti e si riferiscono tutti movimenti di sinistra che vogliono la promozione dell'uomo, il suo affrancamento dai bisogni primari della vita, la sua formazione e istruzione con un'alimentazione dignitosa. Il primo di questi strumenti è il lavoro, che si scontra con gli interessi imprenditoriali e finanziari che operano in quel contesto. A livello internazionale non esistendo né un contesto costituzionale né delle autorità che garantiscano i diritti del lavoro. Essi sono vanificati dalle azioni imprenditoriali dirette a spostare le attività produttive da uno Stato a un altro. La delocalizzazione, nata dalla globalizzazione, degli impianti indebolisce le trattative sindacali, perché il cambio di Stato muta i riferimenti sociali, giuridici e politici dello stesso. La trattativa sindacale quindi si frantuma in tanti punti di tutela quanti sono gli stati interessati. Se lo Stato in questione è privo degli elementi sociali basilari, il trasferimento in esso dell'attività produttiva vanifica le conquiste sindacali precedenti. Il coordinamento fra gli stati per recepire le direttive delle Convenzioni e dei Trattati, come avviene all'interno dell'ILO (Organizzazione internazionale del lavoro) è problematico. Quasi tutta l'Africa da più di 20 anni non ha recepito nessuna di queste convenzioni e la maggior parte dei paesi del terzo mondo non ha proceduto alla loro applicazione. Questo vuol dire che le multinazionali sono le imprese che più si avvantaggiano da questa gestione.
Accanto a questi valori c'è anche la pace. Per molti secoli si pensò che l'assenza di guerra fosse la pace. Generazioni di uomini impararono a convivere con la guerra che riappariva di tanto in tanto, mietendo le loro stesse vite e quelle dei loro cari e distruggendo anche i loro averi. La guerra quindi venne considerata come una calamità naturale a cui non si poteva rimediare, mentre i teorici della politica internazionale la consideravano lo strumento principe per accrescere il potere del sovrano e dello Stato. Si deve a Immanuel Kant la prima impietosa analisi di questa situazione, nella sua teorizzazione Sulla pace perpetua.
Se questi sono una serie dei principali valori sui quali si orienta tutto il comportamento individuale e complessivo della Comunità internazionale, non bisogna dimenticare che le vicende dei primi anni del XXI secolo, in concomitanza con la distruzione delle Torri Gemelle di New York (2001) hanno portato in evidenza i problemi della diversità di ispirazione che scaturisce dalla diversa fede religiosa.
La fede religiosa, nell'era contemporanea, si è sempre più trasformata in un sistema di credenze che cerca di mediare una precisa idea di società e di Stato. Come tutte le società intermedie essa si colloca all'interno dello Stato in cui i suoi membri la professano e quindi viene sottoposta alla legge della “Ragion di Stato”. Nella descrizione dei valori perseguiti nella comunità internazionale è molto importante capire in che modo le fedi religiose si rapportano con il ricorso alla forza come strumento per la risoluzione delle controversie. Alcune religioni hanno tentato di opporsi ai conflitti (la guerra è la forma più eclatante), cercando così di salvare le vite e i beni.

#### Il piano delle organizzazioni
Nei primi anni successivi alla seconda guerra mondiale, gli studiosi, anche per reagire a un'etnografia semplicistica, pensarono che fosse possibile collocare su questo piano tutti i soggetti internazionali classificandoli in ragione delle loro specificità: appartenenza a un dato continente, per uguaglianza di regime politico, per grado di sviluppo economico. Il tutto prendeva forma di un grande atlante in cui si scorrevano le varie fotografie. Si deve a Raymond Aron e alla sua scuola il mutare l'approccio alla Comunità internazionale nella prospettiva organizzativa. Il punto di partenza si colloca nel modo di porsi rispetto alla realtà considerandone la sua totalità come un insieme, piccolo o grande, dei soggetti che lo compongono. La Comunità internazionale deve essere concepita come una società. In quanto prodotto umano deve essere studiata scomponendo i dati di organizzazione sociale e poi, dopo l'analisi deve essere ricomposta in modelli parziali o locali (teoria sociologiche del medio-raggio, per poter giungere alla scoperta di sistemi sociali-culturali esistenti che si sviluppano nel tempo all'interno di essa.
Il primo e più importante apporto fu ottenuto con il ritornare alla metodologia seguita da Émile Durkheim alla fine del XIX secolo per la Francia, al fine di scoprire quale fosse la divisione sociale del lavoro esistente. A questa analisi praticata da antropologi, sociologi ed economisti si palesò un mondo diviso in tre grandi sfere:
- i paesi guida con a capo gli Stati Uniti d'America (Primo mondo),
- gli altri paesi economicamente avanzati (Secondo mondo),
- i paesi affetti dal sottosviluppo cronico (Terzo mondo).

A questa analisi economica si accompagnò la diagnosi demografica. Dopo i primi tentennamenti, risultò chiaro che la popolazione mondiale era condizionata pesantemente dal luogo geografico in cui la comunità umana studiata era collocata. Come in tutte le ere storiche in cui era manifestata la possibilità economica di soddisfare le esigenze primarie della vita, anche nella nostra, esistevano le grandi ingiustizie e le grandi diseguaglianze. A una minoranza di persone che potevano permettersi lo spreco (economia dei consumi), localizzate nei paesi con il più forte sviluppo economico, si univa tutto il resto del mondo in cui questi popoli soffrivano la fame. Furono poi gli studiosi della politica internazionale che scoprirono che questa era una società priva di un potere regolatore e in pratica governata dall'uso della forza con la quale si manifestava la difesa come la sopraffazione. Ci si trovò di fronte a una società, che nonostante l'esperienza devastante di due guerre mondiali e la mediazione dell'ONU, non era riuscita a elaborare una strategia pacificatrice tale da ridurre i conflitti.
Bisogna ricordare che proprio gli studiosi che nella seconda guerra mondiale si erano spesi contro il disegno totalitario e razzista del nazifascismo, Jean Monnet, James March, Herbert Simon), Robert M. McIver si deve lo sforzo di analisi sia organizzativo sia teorico per arrivare allo studio e all'applicazione di nuove forme organizzative dei soggetti internazionali dirette a superare questo stato violento della comunità internazionale. 
Ciascuno Stato, o qualsivoglia forma di organizzazione internazionale, nasce da processi convergenti di istituzionalizzazione basati sul consenso dei cittadini. Lo stesso deve avvenire per un preciso scopo enunciato e condiviso per la costruzione delle organizzazioni internazionali che devono, a loro volta, superare gli ostacoli esistenti, in un preciso periodo storico, nella comunità internazionale. Si deve a Jean Monnet e a Mario Albertini, esponenti del federalismo come Altiero Spinelli, il tentativo di costruire delle istituzioni internazionali che pongano in comune risorse utili a diversi stati. Lo sviluppo di queste istituzioni ha fatto imboccare agli stati una strada di non ritorno per giungere alla costruzione di uno Stato federale, in cui questi soggetti dovevano venir compresi e garantiti da una precisa definizione costituzionale dei loro ruoli. Nello stesso tempo i popoli diventano un solo popolo, superando le divisioni in tante unità contrapposte, e si trasformano in una sola comunità di destino.
Da qui, la teoria di molti studiosi delle relazioni internazionali (Georges Bourdeau, Angelo P. Sereni) che sono giunti a classificare queste istituzioni secondo lo scopo: organizzazioni internazionali funzionali oppure organizzazioni a scopo universale come l'ONU.
L'aspetto, che gli studiosi definiscono di costituzionalità, è quello che segna lo spartiacque fra il mondo della diplomazia e del diritto internazionale e un mondo basato su processi di costituzionalizzazione di queste realtà plurietniche, pluristatali, pluricontinentali. Come ha insegnato Robert Alan Dahl questa condizione contiene in sé un qualcosa di inconoscibile, ma sicuramente è una situazione istituzionale del tutto nuova rispetto a quella da cui derivano i singoli Stati. In essa sono contenute le novità e le potenzialità di vita migliore che tutte le comunità vogliono costruire con un atto costituente.

#### Il piano dei dati materiali
Su questo piano vengono collocati due tipi di dati: quelli geografici e quelli socio-culturali. I dati geografici sono stati per lungo tempo considerati superflui. Alcuni studiosi pensavano che la loro influenza fosse limitata e marginale. Poi di fronte a fatti eclatanti come la sconfitta dell'esercito napoleonico in Russia nell'inverno del 1812 e quella di Hitler nell'inverno del 1943 si pensò che questo assunto era sbagliato. I dati territoriali (conformazione del terreno, sviluppo della rete fluviale, presenza o meno di montagne, del mare, esistenza di strade e di città, esistenza di risorse utili allo sviluppo energetico ed economico, temperature e clima diverso da quello temperato) sono tutti dati che influiscono sulla comunità umana che vive su quel territorio e di cui se ne deve tenere conto. 
Se ci si sofferma, poi, sui rapporti che l'opera dell'uomo genera sull'ambiente, si può scoprire quali trasformazioni sono dovute alla sua attività. Diverse di queste possono produrre gravi danni e talvolta irreversibili. Un esempio importante è quello dovuto all'azione dell'uomo che modifica la natura dei luoghi e produce una trasformazione dell'ambiente sicuramente molto più negativa di quella preesistente: ne è un esempio il progetto della Banca Mondiale sul risanamento del mare di Aral, la cui vicenda nell'ultimo secolo prova molto bene i limiti dell'azione umana sul territorio e sui risultati sicuramente diversi e opposti a quelli che i primi realizzatori volevano raggiungere. I problemi economici di oggi, l'innalzamento della temperatura di base del pianeta sono ancora una prova di quanto l'attività umana possa trasformare distruggendo il fragile equilibrio che la storia della terra ha costruito. Si affida, quindi alla geografia la raccolta sistematica di questi dati per una corretta descrizione del territorio e della comunità umana che vi è insediata al fine di poterla studiare in modo corretto.
Le comunità umane poi, si sono distinte dalle altre forme di vita per la presenza e l'interiorizzazione della cultura. I dati socio-culturali che vengono raccolti e collocati su questo piano sono stati identificati dallo sviluppo delle scienze dell'uomo della seconda metà del XX secolo e dagli studi di antropologia culturale e di sociologia degli anni fra il 1950-1970. Essi sono indispensabili per la comprensione di fenomeni come la globalizzazione, che pongono interrogativi sull'interazione dei sistemi sociali ed economici, sull'inadeguatezza delle strutture sociali corrispondenti e interrogano la politica e le forze che l'esprimono sui nuovi orizzonti che i vari popoli e rispettivi Stati devono perseguire. Il fenomeno produttivo oggi (2013), anche se è a macchia di leopardo, interessa diversi continenti: Europa, Asia, Oceania, America del Sud e del Nord: i problemi politici, giuridici e sociali della globalizzazione interessano i due terzi degli Stati della Comunità internazionale. Se ci si chiede quali sono le istituzioni politiche che possono governare questo fenomeno, ammesso il ruolo dell'ONU, si vede chiaramente che il potere politico effettivo, oggi, è diviso in 30 Stati sovrani e diversi.
Quindi dalla mancanza di un'autorità politica unitaria manca anche la possibilità di un'efficace azione di governo. Nelle scienze sociali questo fenomeno fu definito anomia caratterizzato da una non corrispondenza fra le forze socio-economiche presenti nella società e le istituzioni del secondo piano già descritte. Diventa quindi necessario anche a livello della Comunità internazionale sviluppare delle politiche di innovazione che facciano comunicare, di nuovo, le società con le istituzioni per la realizzazione dei valori. Nello studio di questo flusso dinamico si può accertare lo stato di salute della Comunità internazionale. In ultimo questi processi non possono più essere affidati alla sola diplomazia, quasi sempre segreta, ma devono essere incardinati in istituzioni democratiche in cui i popoli e la loro rappresentanza politica si possano esprimere. Si pone così il problema dell'autorità internazionale democraticamente eletta e controllata che non esiste in seno all'ONU.

### Verso un modello combinato

#### Le criticità
L'applicazione del secondo modello ha aumentato la nostra conoscenza della Comunità internazionale. In particolare, dalle descrizioni generiche precedenti alla seconda guerra mondiale, si passò a una conoscenza sistematica della Comunità e degli Stati che la componevano. Se oggi si rileggono i Year on Review editi dall'ONU dagli anni '50 in poi, si comprende come il principio di interdeterminazione valga anche per le scienze politico-sociali. Da una linea di descrizione politico-sociale di tutto il Mondo, l'ONU è passata progressivamente a una descrizione puntuale di settori, intendendo questi come il campo in cui operano le organizzazioni specializzate collocate al suo interno. Questo spiega come da un'osservazione larga ma inevitabilmente superficiale si sia passati, per la comprensione dei fenomeni concreti, a una descrizione pregnante riducendo il campo di osservazione. 
Anche la Comunità internazionale non poteva essere descritta tutta assieme, ma doveva essere rappresentata come un insieme di descrizioni puntuali contestualizzate in un quadro di osservazione più limitato. Questo atteggiamento empirico condusse gli studiosi a capire che la delimitazione del campo di ricerca rendeva più profonda la conoscenza delle variabili dei tre piani. Lo svilupparsi degli studi sia sulle organizzazioni industriali, sia sui settori di produzione, sia sulla politica di peace keeping, per parlare solo di alcuni dei più noti campi in cui l'ONU negli ultimi anni è stata molto impegnata, hanno cambiato di nostro modo di descrivere e di capire la Comunità internazionale, permettendoci di investigare su aspetti che in precedenza erano stati trascurati.
Egualmente è avvenuto per la necessità di ridurre la dimensione ideologica degli studi di questi settori. La lotta alla fame nel Sud del pianeta insegna a sfuggire alle visioni sia di coloro che, di scuola marxista, sostenevano che era necessaria una rivoluzione proletaria delle popolazioni sottosviluppate, sia di quelli inclini a sostenere il capitalismo e che ritenevano solo necessario elargire delle regalie in denaro lasciando immutato lo stato di partenza delle cose. A distanza di pochi anni dall'inizio dei movimenti di decolonizzazione fu chiaro a tutti che una rivoluzione, come veniva auspicata, sarebbe stata una guerra civile con la distruzione di quella società e in peggioramento ulteriore delle condizioni di vita della popolazione. Un esempio su questo assunto lo è la storia dei conflitti perpetuatisi nel Congo dalla fine della Seconda guerra mondiale sino a primi anni del secolo XXI. Dall'altra, tutti gli scandali di distrazione dei fondi diretti alla cooperazione internazionale, sia in sede ONU, sia in sede di associazioni fra Stati, ci ha provato ancora in questi ultimi anni, come sia impossibile far giungere i fondi donati a queste popolazioni perché una volta arrivati allo Stato beneficiario, gli stessi vanno a incrementare il patrimonio di altolocati personaggi di quei paesi. Dove, invece, le Associazioni, poi alcune diventate ONG (Organizzazioni non governative), hanno operato a stretto contatto con le popolazioni martoriate, si è visto, anno per anno, cambiare le condizioni di vita. Altri uomini, a poco a poco e dopo poco tempo, vedendo quello che si era realizzato in quel luogo, impararono e vollero replicarlo anche a casa loro. Oggi molte delle realizzazioni locali di promozione umana che si sono radicate in India, America Latina, Africa hanno questa storia alle spalle.
Questo modo di operare non parte da una posizione intellettuale, ma si sviluppa dalla constatazione dei fatti concreti e dall'osservazione delle difficoltà della gente per poi prendere corpo di un progetto concreto e diretto di promozione umana. Questo pare un buon esempio di superamento delle posizioni ideologiche di cui oggi la Comunità internazionale ha bisogno. Questa digressione prova come lo studioso, in questi casi, essendo portatore di valori propri, inevitabilmente, sviluppa una visione ideologica. Questa ultima deve essere corretta se si vuole raggiungere una validità scientifica dell'analisi. Importanti sono state le critiche che la Scuola di Francoforte ha sviluppato verso tutte le scienze sociali e che hanno favorito la nascita di una corposa Sociologia della conoscenza, la quale aiuta gli studiosi a liberarsi da questi condizionamenti ideologici..
È pure importante ricordare come una situazione così complessa richiedesse l'identificazione di variabili chiave utili alla descrizione dei fenomeni e dei meccanismi di causalità che le azionano. Con il termine variabili chiave si indicano fattori semplici o complessi che causano trasformazioni permanenti nell'assetto che si sta esaminando e produttivi di conseguenze future. Come esempio di questa situazione si può ipotizzare il fatto che uno Stato scelga liberamente di non più usare l'energia atomica per produrre l'energia elettrica, sempre che ne abbia la possibilità e possieda la tecnologia. Dopo un certo periodo di tempo la produzione dei kWh annuali non riuscirà più a soddisfare la domanda di energia dell'apparato industriale e anche aumentando le centrali tradizionali si verrà a produrre una diminuzione del tasso di sviluppo di quello Stato. Questa scelta è una variabile chiave perché la sua definizione e configurazione produce conseguenze che per molti anni condizioneranno l'apparato produttivo di quella società e le politiche economiche perseguite da quello Stato.

#### L'interdisciplinarità
L'accettare una prospettiva di studio analitica e ristretta ha posto un'ulteriore necessità che lo studio di quei fenomeni sia interdisciplinare. Segue un esempio a spiegazione di questa esigenza. Se si intende studiare un'area circoscritta, come un insieme di Stati, per analizzare un problema che si ritiene di una certa importanza come l'industrializzazione di quell'area, non può essere affrontata se non attraverso la visione che ne hanno diverse scienze, alcune lontane, talvolta dal campo di studio di quelle che vi sono impegnate e che tipicamente aiutano l'analisi politica internazionale. Infatti quello che sembrerebbe uno studio tipicamente economico, diventa, anche, uno studio socio-antropologico, specialmente se pone a fuoco le dinamiche dall'emigrazione interna che sposta masse di persone, ad esempio, dalle loro sedi rurali per raggiungere il posto di lavoro legato agli insediamenti industriali urbani o collocati nelle vicinanze delle grandi città. Ci sono poi dei casi più complessi che richiedono un numero di coinvolgimenti maggiori: per la gestione del Coltan della regione del Katanga, ad esempio, sono coinvolte competenze fisiche e chimiche, informatiche, sociologiche e strategiche collegate a quelle politico-giuridiche e di diritto internazionale. 
Sull'interdisciplinarità necessaria è importante ricordare come alcune scienze abbiano migliorato l'uso dei loro strumenti di investigazione anche usando strumenti di altre scienze. Le scienze strategiche dalla seconda guerra mondiale hanno sviluppato una loro scientificità diretta a preparare, fronteggiare e vincere un'eventuale e futura guerra. Sia negli Stati Uniti sia in Europa divenne chiaro che un piano strategico di difesa non poteva essere approntato e funzionare se non c'era il coinvolgimento delle economie e dell'industrializzazione degli Stati coinvolti. Però, a differenza della pianificazione del Program for Victory elaborato dagli Alleati durante la seconda guerra mondiale, questa condizione non poteva essere mantenuta senza fare in modo che le rispettive economie fossero mantenute economie di pace e non trasformate in economie di guerra.
Da qui la necessità delle economie industriali di usare lo strumento della pianificazione industriale e di mediare la produzione di armamenti con quella dei beni e servizi utili alla vita civile. L'URSS che non riuscì a fare la stessa operazione, si trovò di fronte alla crisi nata dallo scoppio della Rivoluzione tecnico-scientifica (1968-75) e invece di assecondare quelle forze si impegnò nella loro repressione (invasione della Cecoslovacchia, 1968). Le vicende che seguirono con la caduta del muro di Berlino (1989) sino alla disgregazione dell'URSS sono una prova di una mancanza di duttilità di quel sistema a rispondere alle sfide che esso intravedeva.
Le scienze politico-internazionali impararono, quindi, da tutti questi fatti storici la necessità di una maggiore integrazione con le altre scienze di settore e un maggiore interscambio delle metodologie approntate da altre scienze cooperanti nell'analisi dei campi di studio, sociologiche e strategiche collegate a quelle politico-giuridiche e di diritto internazionale. Il tutto è necessario per la comprensione e lo studio del fenomeno, anche se questo ultimo richiede pure degli interventi mirati come una valutazione politica che si proponga di superare la totale illegalità di questa estrazione.

#### I modelli matematici
Se questo coinvolge le scienze nessuna esclusa, a maggior ragione ci si deve chiedere dove si collochino la matematica. Dalla fine della seconda guerra mondiale, in ragione della necessità di governare dei macro-processi economici, demografici e strategici si decise di sviluppare una forma di descrizione matematica dei fenomeni studiati. Come la matematica ha permesso la pianificazione della vittoria degli Alleati, così progressivamente si è introdotta nelle varie scienze descrivendo i fatti sottoposti a studio e permettendo delle simulazioni per il loro governo. Appartengono a questi primi tentativi la descrizione del ciclo economico,, lo studio della domanda e dell'offerta che hanno portato allo sviluppo dell'econometria. Su un altro versante, tutti gli Stati, hanno incominciato a sviluppare delle forme di controllo della propria economia, implementando i metodi di rilevazione statistica, di analisi della loro opinione pubblica, e raccolto una quantità ingente di dati che con le opportune elaborazioni hanno permesso il formarsi di un'immagine dell'economia internazionale e delle sue criticità.
A queste fonti statistiche hanno attinto il FMI e la stessa ONU. Con lo svilupparsi dell'industrializzazione nel terzo mondo si è venuto a sviluppare anche un insieme di modelli matematici che intendono descrivere la salute del pianeta e sono a sostegno della nuova coscienza ecologica contemporanea. Oggi esistono modelli matematici per il governo degli investimenti e per misurarne la redditività, per misurare il rendimento degli impianti, per rendere più remunerativa, per le Compagnie assicurative, le assicurazioni. A questo insieme di tecniche e metodiche, le quali tendono a rendere astratti i fenomeni studiati nella realtà, devono essere aggiunte le nuove tecniche del web che permettono in pochi secondi di conoscere o comunicare con il resto del mondo. Con lo svilupparsi, recentemente della Grid computing nel WEB, si sono implementate delle funzioni in tempo reale che permettono all'utente individuale, se membro di una comunità di ricerca, di decidere quanta potenza di calcolo ha bisogno e di definirla sulla rete anche se questa richiede l'uso di computer molto distanti fra di loro. Alla fine del lavoro, lo stesso soggetto, oggi, può affidate i suoi risultati a un altro collega che in ore diverse dalle sue continui il suo lavoro. Il tutto è assistito da una potenza di calcolo non solo dispersa sulla rete ma moltiplicata da server dedicati e da super-computer. Infine si sono formate delle possibilità virtuali di immagazzinare i dati che, oltre ai giganteschi server in cui possono essere conservati i dati oggi, permettono un'impensabile forma di calcolo che in precedenza era strozzata dalla criticità dell'hardware.

#### La previsione
Affrontare le criticità, studiare con metodo interdisciplinare il campo scelto, utilizzare se possibile dei modelli matematici sono diventati gli strumenti contemporanei mediante i quali si affrontano i problemi della comunità internazionale contemporanea. Partendo dal modello della matrice input-output delineato da Wassily Leontief circa nel 1966, si è cercato di replicare questo metodo per cercare di realizzare uno strumento matematico che permetta di capire e di spiegare alcuni dei macrofenomeni presenti nella Comunità internazionale. Appartengono a questi i problemi di inflazione, la perdita di valore degli investimenti internazionali, la circolazione della divisa e dei problemi di cambio fra le varie monete. Tutti temi caldi contemporanei. Una scienza abbastanza recente la futurologia ha permesso lo sviluppo di strumenti atti a prevedere, nel breve e nel medio periodo, i risultati di premesse esistenti nel presente. Un esempio di questa forma di sapere è contenuta nel libro di Herman Kahn nel quale si affronta la possibile evoluzione delle forme di governo della comunità internazionale.
Il libro scritto nel 1968, ha permesso a distanza di più di quattro decenni di verificare la validità delle previsioni e del metodo applicato. Nella Comunità internazionale rimane sempre valida la parte scientifico-matematica, ma non si può escludere che la parte politica e quelle di scelta di destino e di prospettiva siano molto più importanti per le sorti di tutta l'umanità. Una curiosità può essere ricordata. Nel libro predetto non si prevedeva la dissoluzione dell'URSS e il ritorno alla condizione di superpotenza unica degli Stati Uniti d'America. Le ragioni sono ovvie: si possono prevedere, normalmente, i fatti che appartengono alla normale evoluzione delle cose. La ripresa della Russia, dopo la dissoluzione dell'URSS ha sicuramente bilanciato il governo del Sistema degli Stati, ma ha lasciato ampio margine di manovra alla politica della guerra preventiva seguita da George W. Bush prima dell'avvento di Barack Obama. Con questo secondo Presidente si è ripreso il disegno di promuovere nel Sistema degli Stati una governance multipolare che intende coinvolgere tutti gli Stati e li vuole sottoporre al governo del Consiglio di Sicurezza dell'ONU specialmente per quanto riguarda la risoluzione delle controversie. Il lavoro di Herman Kahn non arrivò a prevedere questi avvenimenti.
Ciò spiega come la riflessione filosofica non possa essere sostituita. Solo in questo contesto gli strumenti ausiliari di conoscenza diventano fruttuosi. Il modello combinato è quello che unisce queste disparate esigenze, le quali vengono identificate dalla riflessione scientifica, con la strada che la Comunità internazionale intende percorrere. Si richiede quindi, a tutti gli operatori internazionali, di perseguire una visione della Comunità internazionale che presenta, solo in questo modo, una sua coerenza.
Le ultime indicazioni, che prendono suggerimento dai metodi futurologici, tendono, isolato il campo di studio, a trasformare il discorso descrittivo in uno studio del settore scelto della comunità internazionale che viene trasformato in una matrice in cui, dopo una disamina di carattere concettuale atta ad identificare quelle che sono le variabili chiave, queste vengono collocate in una colonna che è intersecata dai tre piani formando una colonna composta di tre caselle. Dopo vari anni di uso questo metodo è andato estendendo le caselle di ogni piano moltiplicando le colonne in cui venivano posizionate tutte le variabili identificate. Se poi un metodo matematico, applicato a un fenomeno economico con l'interpolazione mediante il metodo dei minimi quadrati, non è sufficiente a interpretare il fenomeno studiato, esso deve essere sottoposto all'analisi congetturale che non può mai essere sostituita dalle formule. Jürgen Habermas nella sua Logica delle scienze sociali (1970), oltre allo sviluppo per la Sociologia della conoscenza, ha dato un contributo molto importante allo sviluppo dell'epistemologia, perché ha associato la teoria delle variabili chiave alla prospettiva temporale.

#### L'introduzione della variabile tempo
L'introduzione della variabile tempo ricongiunge il modello logico-matematico con la prospettiva storica. Inevitabile diventa un confronto con le filosofie della storia per comprendere quali sono gli sviluppi attesi e le possibilità di conoscenza. Se a un primo approccio la filosofia in questione spiegò che le costruzioni umane (Stati, popoli, culture, ecc.) sono sottoposte alla possibilità di scomparire, come hanno la possibilità di originarsi in comunità umane che prima erano differentemente organizzate, dall'altra parte questo accadimento non poteva essere interpretato come una grande disgrazia. Infatti l'avvicendamento delle costruzioni umane dipende sempre dalla risposta che le comunità interessate sono capaci di dare al manifestarsi dell'esigenza. Studiosi posteriori come Gian Battista Vico e Georg W. F. Hegel hanno ricordato che il meccanismo è ciclico, per cui, a condizioni materiali uguali è facile che si riproducano condizioni simili. Da questo si osserva nell'analisi storica al ritorno di condizioni preesistenti che appartengono al passato di quella comunità o Stato che si sta studiando. Si deve ad Arnold Toynbee l'aver chiarificato i vari sistemi con cui le varie comunità hanno risposto, bene o male, alle esigenze che poneva loro la storia. Anche in questa riflessione molto più recente il problema è sempre di riconoscere lo schema di azione dinamico fra stimolo e risposta.
Ossia quali siano le sfide che sono poste alla comunità in osservazione in quel preciso periodo storico e con quali risposte, con quali sacrifici e impegno anche politico la comunità interessata intende rispondere. La filosofia della storia, quindi, pone di fronte al problema che diventa una sfida alla comunità, come quella della crisi mondiale 2008-2013. La soluzione si trova solo negli scopi e nel metodo che la stessa, dal suo interno, saprà attuare per percorrere un cammino di crescita e di soluzione dei problemi. Questa lezione non è sconosciuta: nel secolo XIV Ibn Khaldun, affrontando i problemi economici del suo tempo, che oggi si potrebbero definire come di economia internazionale e rapporti con quelle che sono le economie interne dei vari stati, aveva formulato questa stessa interpretazione. Anche oggi per inserire una prospettiva proficua nel modello della comunità internazionale bisogna partire da che tipo di comunità si vuole costruire e che tipo di governance bisogna realizzare sia nel breve sia nel medio periodo. Da qui, se si parte dal modello della matrice, essa si scompone in varie matrici tanti quanti sono gli attimi di tempo che si vogliono esaminare. Poi, essendo la storia presente in tutti i fatti dell'uomo, è sicuro che una parte di esse devono descrivere la storia di questa realtà in cui agiscono le variabili chiave (Stati, insiemi di Stati, regioni, la Comunità internazionale nella sua totalità) per poi affrontare con proiezione breve e media le possibilità previsionali.
La logica o meglio la visione di queste direzioni di sviluppo della comunità internazionale si possono solo sintetizzare, partendo da questi dati anche se molto controllati, facendo degli esperimenti mentali, come fece il precursore di questo metodo Immanuel Kant rispetto alla comunità internazionale del suo tempo, per vedere quali delle proposte in campo potevano essere più favorevoli per una sviluppo della comunità internazionale. Questo spiega perché l'ONU e le altre Organizzazioni internazionali producano molti rapporti annuali su vari campi. Oggi, le prospettive sono sintetizzate in rispettivi libri verdi, collocati in internet, al fine di sottoporli all'attenzione dell'opinione pubblica che si occupa di queste proposte migliorative. Da questo lavoro comune degli analisti, dei cittadini impegnati sul terreno della politica internazionale, dal pensiero filosofico degli studiosi, dalle stesse forze politiche nazionali e internazionali si forma l'immagine contemporanea e poi le prospettive. Questa attività è la forma con cui si propongono le attuali immagini neocostruttive della Comunità Internazionale contemporanea.